# Antibumping
Anti-bumping, bumping resist ili bumpingproof karakteristika je cilindarskih brava koje su danas najraširenije, a označava otpornost na bumping [bamping] metodu nasilnog otvaranja. Najbliži bi naš prijevod bio lupkanje, tuckanje ili kvrckanje. Iako je postupak nasilan, kako se radi o malim silama, ne oštećuje cilindar, pa se može ponavljati više puta bez tragova provale. Zasnovan je na principu Newtonovog njihala odnosno zakonu akcije i reakcije.
Bumping zahtijeva jedino nabavu sirovog neobrađenog ključa za tu vrstu cilindara, što danas nije prepreka, jer se može dobiti kod većine bravara ili ključara. Moguće je i korišteni ključ doraditi. Bamping ili udarni ključ se preparira tako da se maksimalno, na najveću dubinu (9) urežu usjeci ili udubine ovisno o tipu i broju upusta ili zubaca koje dotični cilindar zahtijeva. Nazivaju ih još i 999 ključevi.
Za razliku od njihala gdje se impuls prenosi na zadnju kuglicu, kod udarnog (bumping) ključa sila se istovremeno preko zubaca ili utora prenosi na sve pinove (zatike, pipce). Bumping ključ se stavi u bravu koja se želi otvoriti, lagano se pritisne u pravcu otvaranja, a istodobno elastičnom šipkom lupka po vrhu ključa. Sila ne smije biti ni prejaka ni preslaba.U času kada se pogodi optimalni impuls i kad se pinovi pomaknu, ključ nema otpora i cilindar se zaokrene, brava je otvorena.Tragično jednostavno. S bumping ključem mogu se otvoriti svi cilindri u koje taj ključ obzirom na uzdužne utore može da uđe, ako konstrukcija nije otporna na bumping, pa je prilikom kupovine uputno raspitati se o svojstvima brave.
Antibumping brave svojom konstrukcijom apsolutno su otporne na nasilno otvaranje. Najčešće se to postiže radijalnim smještajem pinova. Vrhunske antibumping brave imaju pinove u 4 reda radijalno.